# River Down Below
Riveri Down Below è un singolo del gruppo musicale polacco Riverside, pubblicato il 7 settembre 2018 come secondo estratto dal settimo album in studio Wasteland.

## Descrizione
Settima traccia dell'album, River Down Below presenta sonorità più soft rispetto ai restanti brani dell'album e presenta la partecipazione del chitarrista Maciej Meller, che esegue l'assolo finale. Riguardo al significato del testo, il frontman Mariusz Duda ha dichiarato:
Lo stesso Duda ha inoltre spiegato che il testo fa riferimento in maniera indiretta anche all'ex-chitarrista del gruppo, Piotr Grudziński, scomparso nel 2016.

## Tracce
1. River Down Below (Edit) – 4:25

## Formazione
Gruppo
- Mariusz Duda – voce, chitarra acustica e elettrica, basso, piccolo bass
- Piotr Kozieradzki – batteria
- Michał Łapaj – tastiera, organo Hammond

Altri musicisti
- Maciej Meller – assolo di chitarra

Produzione
- Mariusz Duda – produzione
- Magda Srzedniccy – produzione, registrazione, missaggio, mastering
- Robert Srzedniccy – produzione, registrazione, missaggio, mastering
- Pawel "Janos" Grabowski – registrazione batteria

## Classifiche
| Classifica (2018) | Posizione massima |
| ----------------- | ----------------- |
| Polonia (radio)   | 1                 |